# 安城市立作野小学校
安城市立作野小学校（あんじょうしりつ さくのしょうがっこう）は、愛知県安城市篠目町にある公立小学校。

## 概要
- 篠目町2-4丁目、篠目町（池下、古林の一部、古林畔の一部、作野、新段留、長根、二タ又）、住吉町1-7丁目、住吉町（荒曽根、小根、茅原、長根、南長根）が校区であり、公立中学校に進学する場合は安城市立篠目中学校に進学する[1]。
- 校地は、農業用ため池の作野池を埋め立て造成されている。
- マーチングバンドの活動が盛んであり、日本マーチングバンド協会全国大会、全日本小学校バンドフェスティバルに複数回出場している。東日本大震災後、マーチングバンド活動が盛んな福島県南相馬市の南相馬市立原町第一小学校との交流が行われている[注釈 1][2]。

## 沿革
- 1969年（昭和44年）4月 - 安城市立安城中部小学校から分離し、安城市立作野小学校として開校。
- 1970年（昭和45年）7月 - プールが完成する。
- 1971年（昭和46年）11月 - 体育館が完成する。
- 1979年（昭和54年） - 南校舎の増築が完成する。
- 1986年（昭和61年）4月 - 安城市立今池小学校を分離する。
- 2000年（平成12年）3月 - 新プールが完成する。
- 2006年（平成18年）4月 - 安城市立梨の里小学校を分離する。
- 2011年（平成23年）2月 - 校舎を増築する。
- 2012年（平成24年） - 南相馬市立原町第一小学校との交流が始まる。

## 交通アクセス
- 名鉄名古屋本線新安城駅下車、徒歩約15分。
- あんくるバス西部線、作野線「作野小学校北」バス停より徒歩約3分。

## 周辺施設
- 愛知県立安城農林高等学校
- 安城市立篠目中学校
- 安城市立今池小学校
- 安城市立梨の里小学校
- 安城市立さくのこども園
- 西尾信用金庫新安城支店
- 八千代病院
- イトーヨーカドー安城店